# Honda CB400
Honda CB400 — мотоцикл компании Honda.

## История

### Honda CB400F (1975)
Самым первым мотоциклом, носящим лейбл CB400, стал CB400F — созданный в далеком 1975 году как более лёгкий вариант знаменитого CB750. В середине семидесятых, мотоциклы с рядной четвёркой были наследниками гоночных технологий MV Agusta, (которые доказали преимущества подобной конфигурации двигателя в гонках середины-конца 60-х годов), и фактически занимали ту же нишу, что сейчас спортбайки. Восьмиклапанный четырёхцилиндровый рядный двигатель воздушного охлаждения выдавал 37 л. с. Мотоцикл имел однодисковый тормоз спереди и барабанный сзади, а сухой вес составлял 182 кг. Как и CB750, является довольно популярным донором для создания кастомов в стиле Cafe racer.

### Honda CB-1
Предшественником Honda CB400 Super Four в 1989 году была Honda CB-1. В 1991 году был выпущен мотоцикл Honda CB-1 Type 2. Продавался CB-1 на рынке США и Японии.

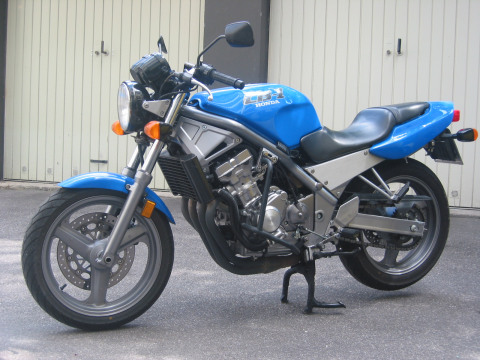
Honda CB-1 (1991)

### Honda CB 400 Super Four (CB400F2N, CB400F2R, CB400F2S, CB400F2V)

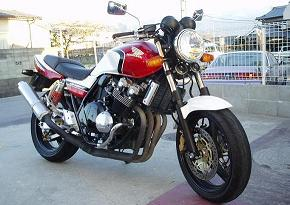
Honda CB400SF NC39 Vtec2

В 1992 году появилась первая модель Honda CB 400 Super Four F2N. Рама NC31. Официально CB400SF продавались только в Японии. В других странах ими торговали только «серые дилеры». По сути «четырёхсотки» и изготавливались только для рынка Японии, так как там действуют ограничения по кубатуре и мощности для начинающих мотоциклистов. Ограничения для этой категории выглядят так: Объём не более 400 см³ и мощность не более 53 л. с.

#### Honda CB 400 Super Four Version R (CB400F3S)
10 марта 1995 года была выпущена вариация Version R, она отличалась от СB400 Super Four:
- Наличие ветрозащиты
- Квадратная фара, с лампой Future Focus 80/70W, вместо стандартной H4 60/55W.
- Изменена выхлопная система, применяется алюминиевый глушитель.
- Задняя звезда 45 (вместо 42), передаточное число 2,171/3,000 (вместо 2,171/2,800)
- Применена система зажигания с электронным управлением PGM-IG.
- Изменены размеры и вес, угол наклона вилки 26°45′ (вместо 27°15′)
- Изменена приборная панель
- Красная зона с 13000 об.
- «Спортивные» настройки карбюраторов.
- Видоизменённые пассажирские подножки и отсутствие центральной подставки.
- Дополнительное оребрение на блоке цилиндров

Типичный цвет — оранжевый «апельсин», чёрный.
Версии R и S комплектовались выхлопными трубами, идентичными Honda CBR400RR того же года.

#### Honda CB 400 Super Four Version S (CB400F3T,CB400F3V)
В 1996 году была выпущена Version S («Sport»). Это всё та же Version R, только вновь установлена стандартная круглая фара. На первой модификации версии S устанавливались передние тормозные диски NISSIN, которые позже заменили на диски увеличенного радиуса BREMBO.

### Honda CB 400 Super Four Hyper Vtec

#### Spec 1
В 1999 году в Токио была представлена кардинально новая версия Honda CB 400 Super Four Hyper Vtec Spec 1:
Мотор с фирменной системой Hyper Vtec, с новейшей на то время системой впуска и выпуска, которая включалась на 6750 оборотов в минуту, а также полностью пересмотренный дизайн.
Рама с маркировкой NC39.

#### Spec 2
Версия HyperVtec Spec 2 появилась в продаже 30 января 2002 года.
Отличие — фирменная система H.I.S.S (Honda Ignition Security System) — чип ключ, немного другая приборная панель, система HyperVtec включалась с 6300 оборотов вместо 6750. С 23 декабря 2002 по 18 июля 2003 года были продажи мотоцикла в цветовой схеме CBX (красные, чёрные, белые цвета).

#### Spec 3
HyperVtec Spec 3 была представлена на 37-м Токийском автосалоне (проходившем 24 октября — 5 ноября 2003 года)
Поступила в продажу 25 декабря. Отличия: мультирефлекторная передняя фара, диодная задняя фара, «острый» хвост, поворотники по форме рубина, изменённые передаточные числа передач, система VTEC подключалась снова на 6750 оборотах.
C 2005 года модель начала поставляться с регулируемой вилкой.

#### Bold`or

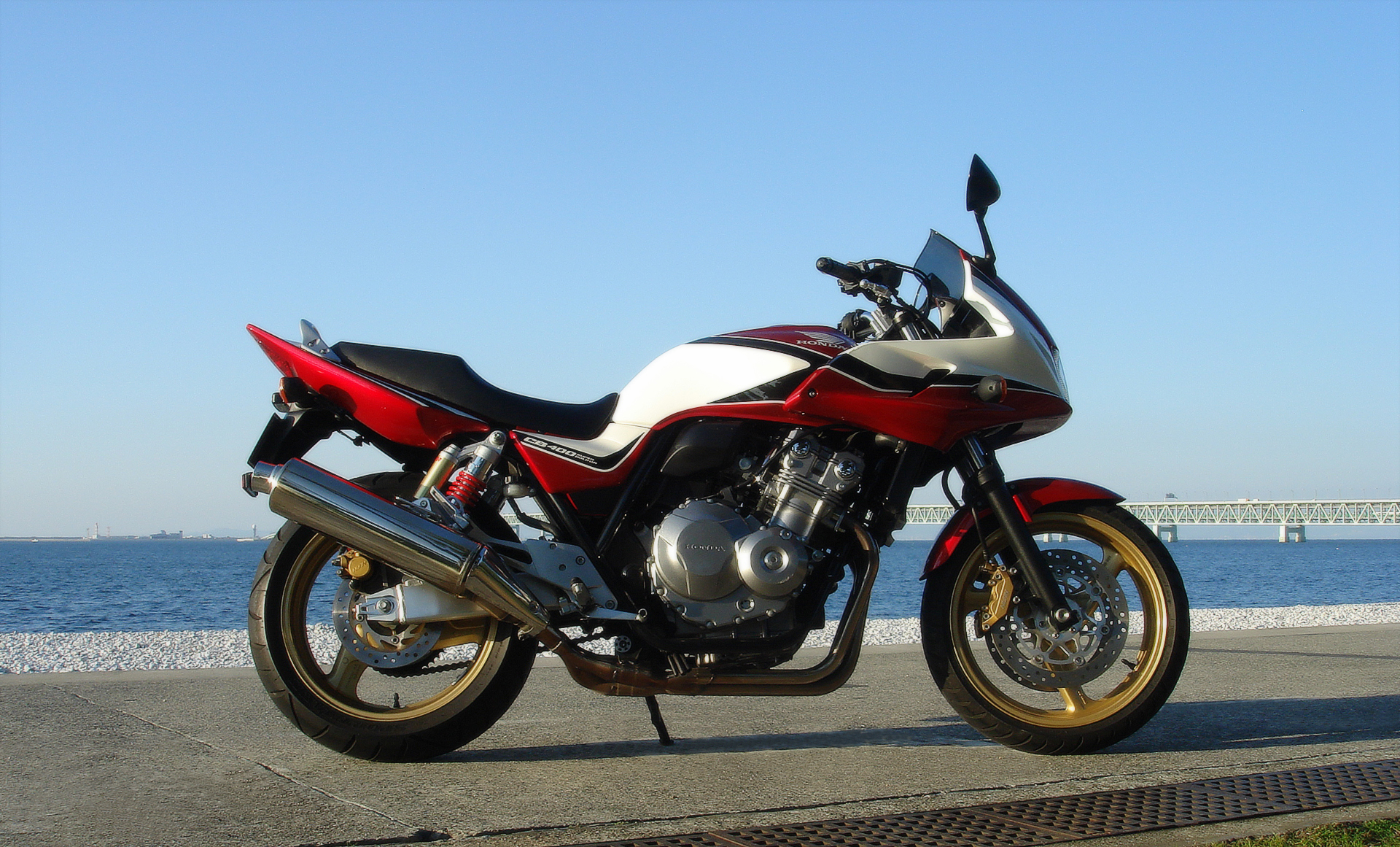
Honda CB400SF Revo Bold`or NC42

С 2005 года выпускается модификация Honda CB 400 Super Four Bold`or, отличается наличием переднего обтекателя.

#### REVO
С 2008 года выпускается с новым мотором NC-42, установлена система впрыска PGM-FI Fuel. Система VTEC, была доработана таким образом, что при передачах с 1—5 дополнительный клапан включался при 6300 оборотах при полностью открытой дроссельной заслонке, в других случаях система VTEC срабатывала при 6750 оборотах, а на 6 передаче была включена постоянно. Так же была доступна версия Bold’or, оснащенная передним обтекателем.

## Спецификация
Мотор у СB400SF 4-цилиндровый 16-клапанный, жидкостного охлаждения, рабочий объём — 399 см³. Из-за внутренних ограничений Японского рынка мощности моторов 400 ограничены 53 л. с. У версий VTEC изменена система газораспределения — на оборотах (6750 — spec1, spec3; 6300 — spec2). В отличие от автомобильного VTEC, у мотоциклов Honda подключается к работе вторая пара клапанов. Эта система придаёт мотору «второе дыхание».
Ограничение по скорости у Honda CB400SF — 190 км/ч.
Размер колёс: до 1999 года: перед 110х70х17(54H), зад 140х70х17(66H) с 1999 года (VTEC+): перед 120x60x17(55W), зад: 160x60x17(69W)
Все технические характеристики по данным производителя, если не указано иное. Для определения модели следует изучить белую наклейку под сиденьем, которая имеет код, например FIIS, FIIIS и т. д.
| Модель                                | Super Four                        | Super Four                        | Hyper VTEC Spec I                 | Hyper VTEC Spec II                | Hyper VTEC Spec III               | REVO                                               | Bold D’or                                          |
| ------------------------------------- | --------------------------------- | --------------------------------- | --------------------------------- | --------------------------------- | --------------------------------- | -------------------------------------------------- | -------------------------------------------------- |
| Годы выпуска                          | 1992-1999                         | Version R                         | 1999-2002                         | 2002-2003                         | 2003-2007                         | 2008-настоящее время                               | 2008-настоящее время                               |
| Страны официальных продаж             | Япония, Юго-Восточная Азия        | Япония, Юго-Восточная Азия        | Япония, Юго-Восточная Азия        | Япония, Юго-Восточная Азия        | Япония, Юго-Восточная Азия        | Япония, Юго-Восточная Азия, Австралия              | Япония                                             |
| Объём двигателя                       | 399 см³                           | 399 см³                           | 399 см³                           | 399 см³                           | 399 см³                           | 399 см³                                            | 399 см³                                            |
| Рама                                  | трубчатая стальная                | трубчатая стальная                | трубчатая стальная                | трубчатая стальная                | трубчатая стальная                | трубчатая стальная                                 | трубчатая стальная                                 |
| Длина                                 | 2085,0 мм (82 ″)                  | 2080,0 мм (82 ″)                  | 2050,0 мм (81 ″)                  | 2050,0 мм (81 ″)                  | 2040,0 мм (80 ″)                  | 2040,0 мм (80 ″)                                   | 2040,0 мм (80 ″)                                   |
| Ширина                                | 735,0 мм (29 ″)                   | 720,0 мм (28 ″)                   | 725,0 мм (29 ″)                   | 725,0 мм (29 ″)                   | 725,0 мм (29 ″)                   | 725,0 мм (29 ″)                                    | 725,0 мм (29 ″)                                    |
| Высота                                | 1080,0 мм (43 ″)                  | 1125,0 мм (44 ″)                  | 1070,0 мм (42 ″)                  | 1070,0 мм (42 ″)                  | 1070,0 мм (42 ″)                  | 1070,0 мм (42 ″)                                   | 1070,0 мм (42 ″)                                   |
| Тип двигателя                         | рядный                            | рядный                            | рядный                            | рядный                            | рядный                            | рядный                                             | рядный                                             |
| Количество цилиндров                  | 4                                 | 4                                 | 4                                 | 4                                 | 4                                 | 4                                                  | 4                                                  |
| Степень сжатия                        | 11,3:1                            | 11,3:1                            | 11,3:1                            | 11,3:1                            | 11,3:1                            | 11,3:1                                             | 11,3:1                                             |
| Диаметр цилиндра/ход поршня           | 55,0 мм (2,2 ″) × 42,0 мм (1,7 ″) | 55,0 мм (2,2 ″) × 42,0 мм (1,7 ″) | 55,0 мм (2,2 ″) × 42,0 мм (1,7 ″) | 55,0 мм (2,2 ″) × 42,0 мм (1,7 ″) | 55,0 мм (2,2 ″) × 42,0 мм (1,7 ″) | 55,0 мм (2,2 ″) × 42,0 мм (1,7 ″)                  | 55,0 мм (2,2 ″) × 42,0 мм (1,7 ″)                  |
| Подача топлива                        | карбюратор VP22, 4 шт по 32 мм    | карбюратор VP02, 4 шт по 32 мм    | карбюратор, 4 шт по 32 мм         | карбюратор, 4 шт по 32 мм         | карбюратор, 4 шт по 32 мм         | PGM-FI (впрыск)                                    | PGM-FI (впрыск)                                    |
| Охлаждение двигателя                  | жидкостное                        | жидкостное                        | жидкостное                        | жидкостное                        | жидкостное                        | жидкостное                                         | жидкостное                                         |
| Коробка передач                       | 6-ступенчатая                     | 6-ступенчатая                     | 6-ступенчатая                     | 6-ступенчатая                     | 6-ступенчатая                     | 6-ступенчатая                                      | 6-ступенчатая                                      |
| Привод колеса                         | цепь                              | цепь                              | цепь                              | цепь                              | цепь                              | цепь                                               | цепь                                               |
| Снаряженная масса                     | 192 кг (420 фунта)                | 195 кг (430 фунтов)               | 188 кг (410 фунтов)               | 189 кг (420 фунтов)               | 190 кг (420 фунтов)               | 194 кг (430 фунта), ABS:199 кг (440 фунтов)        | 198 кг (440 фунтов), ABS:203 кг (450 фунта)        |
| Высота по седлу                       | 770 мм (30 ″)                     | 775 мм (31 ″)                     | 760 мм (30 ″)                     | 760 мм (30 ″)                     | 755 мм (30 ″)                     | 755 мм (30 ″)                                      | 755 мм (30 ″)                                      |
| Колёсная база                         | 1455 мм (57 ″)                    | 1450 мм (57 ″)                    | 1415 мм (56 ″)                    | 1410 мм (56 ″)                    | 1410 мм (56 ″)                    | 1410 мм (56 ″)                                     | 1410 мм (56 ″)                                     |
| Передняя шина                         | 110/70 −17 54H                    | 110/70 −17 54H                    | 120/60 ZR17 55W                   | 120/60 ZR17 55W                   | 120/60 ZR17 55W                   | 120/60 ZR17 55W                                    | 120/60 ZR17 55W                                    |
| Задняя шина                           | 140/70 −17 66H                    | 140/70 −17 66H                    | 160/60 ZR17 69W                   | 160/60 ZR17 69W                   | 160/60 ZR17 69W                   | 160/60 ZR17 69W                                    | 160/60 ZR17 69W                                    |
| Передний тормоз                       | двухдисковый                      | двухдисковый                      | двухдисковый                      | двухдисковый                      | двухдисковый                      | двухдисковый, 285 мм; плавающие диски, АБС (опция) | двухдисковый, 285 мм; плавающие диски, АБС (опция) |
| Задний тормоз                         | дисковый                          | дисковый                          | дисковый                          | дисковый                          | дисковый                          | дисковый, 235 мм; АБС (опция)                      | дисковый, 235 мм; АБС (опция)                      |
| Fuel capacity                         | 18 л                              | 18 л                              | 18 л                              | 18 л                              | 18 л                              | 18 л                                               | 18 л                                               |
| Мощность при оборотах в минуту        | 39,0 кВт (53 л. с.) @ 11’000 rpm  | 39,0 кВт (53 л. с.) @ 12’000 rpm  | 39,0 кВт (53 л. с.) @ 11’000 rpm  | 39,0 кВт (53 л. с.) @ 11’000 rpm  | 39,0 кВт (53 л. с.) @ 10’500 rpm  | 39,0 кВт (53 л. с.) @ 10’500 rpm                   | 39,0 кВт (53 л. с.) @ 10’500 rpm                   |
| Крутящий момент при оборотах в минуту | 38 Н·м при 9’500 об./мин.         | 38 Н·м при 9’500 об./мин.         | 38 Н·м при 9’500 об./мин.         | 38 Н·м при 9’500 об./мин.         | 38 Н·м при 9’500 об./мин.         | 38 Н·м при 9’500 об./мин.                          | 38 Н·м при 9’500 об./мин.                          |
| Радиус разворота                      | 2.6 м                             | 2.6 м                             | 2.6 м                             | 2.6 м                             | 2.6 м                             | 2.6 м                                              | 2.6 м                                              |